# 1200
| 1200               |
| ------------------ |
| Dødsfald - Fødsler |
|                    |

| Gregoriansk kalender | 1200 MCC                |
| Ab urbe condita      | 1953                    |
| Armensk kalender     | 649 ԹՎ ՈԽԹ              |
| Kinesiske kalender   | 3896 – 3897 己未 – 庚申 |
| Etiopisk kalender    | 1192 – 1193             |
| Jødisk kalender      | 4960 – 4961             |
| Hindukalendere       |                         |
| - Vikram Samvat      | 1255 – 1256             |
| - Shaka Samvat       | 1122 – 1123             |
| - Kali Yuga          | 4301 – 4302             |
| Iransk kalender      | 578 – 579               |
| Islamisk kalender    | 596 – 597               |

Konge i Danmark: Knud 6. 1182-1202
Se også 1200 (tal)